# Extertalbahn
| |                                                   |                                                    |                                                    |
| Streckennummer: | 9176                                              |                                                    |                                                    |
| Kursbuchstrecke: | 193g (1934) 213b (1946)                           |                                                    |                                                    |
| Streckenlänge: | 27,8 km                                           |                                                    |                                                    |
| Spurweite: | 1435 mm (Normalspur)                              |                                                    |                                                    |
| Stromsystem: | Oberleitung 1500 V =                              |                                                    |                                                    |
| Maximale Neigung: | 23,81 ‰                                           |                                                    |                                                    |
| Minimaler Radius: | 140 m                                             |                                                    |                                                    |
| Streckengeschwindigkeit: | 30 km/h                                           |                                                    |                                                    |
| |                                                   |                                                    |                                                    |
| \| \| \| Barntrup \| \| \| \| \| Anschluss an die Begatalbahn von Lemgo \| \| \| \| 0,0 \| Barntrup Kleinbahnhof (Kbf) ⊙ \| Barntrup Kleinbahnhof (Kbf) ⊙ \| \| \| 0,7 \| Barntrup-Bellenbruch ⊙ \| Barntrup-Bellenbruch ⊙ \| \| \| 2,5 \| Herborn ⊙ \| Herborn ⊙ \| \| \| 5,1 \| Alverdissen ⊙ \| Alverdissen ⊙ \| \| \| 7,5 \| Ullenhausen ⊙ \| Ullenhausen ⊙ \| \| \| 8,8 \| Eimke ⊙ \| Eimke ⊙ \| \| \| 9,7 \| Asmissen ⊙ \| Asmissen ⊙ \| \| \| 11,1 \| Bösingfeld ⊙ \| Bösingfeld ⊙ \| \| \| 12,4 \| Vallentrup ⊙ \| Vallentrup ⊙ \| \| \| 13,6 \| Nalhof ⊙ \| Nalhof ⊙ \| \| \| 15,4 \| Fütig ⊙ \| Fütig ⊙ \| \| \| 16,1 \| Almena ⊙ \| Almena ⊙ \| \| \| 17,7 \| Bremke ⊙ \| Bremke ⊙ \| \| \| 19,3 \| Bögerhof ⊙ \| Bögerhof ⊙ \| \| \| \| \| \| \| \| \| Landesgrenze Nordrhein-Westfalen / Niedersachsen ⊙ \| \| \| \| \| \| \| \| \| 21,5 \| Krankenhagen \| Krankenhagen \| \| \| 23,2 \| Rinteln Süd (früher: Exten) \| Rinteln Süd (früher: Exten) \| \| \| 24,7 \| Rinteln Seetor \| Rinteln Seetor \| \| \| 25,2 \| Rinteln Markt \| Rinteln Markt \| \| \| \| Weser \| \| \| \| 25,7 \| Rinteln Brückenkopf ⊙ \| Rinteln Brückenkopf ⊙ \| \| \| \| zur Rinteln–Stadthagener Eisenbahn \| \| \| \| 26,5 \| Rinteln Extertalbahnhof \| Rinteln Extertalbahnhof \| \| \| → Museumsverkehr mit Reisezügen \| \| \| \| \| → Gemischter Betrieb mit Draisinen und Reisezügen \| \| \| \| \| → Nur noch Draisinenbetrieb \| \| \| \| \| → Zurückgebauter Abschnitt \| \| \| |                                                   |                                                    |                                                    |
| Haltepunkt / Haltestelle Streckenanfang (Strecke außer Betrieb) |                                                   | Barntrup                                           | Barntrup                                           |
| Abzweig ehemals geradeaus und von rechts |                                                   | Anschluss an die Begatalbahn von Lemgo             | Anschluss an die Begatalbahn von Lemgo             |
| Bahnhof | 0,0                                               | Barntrup Kleinbahnhof (Kbf) ⊙                      | Barntrup Kleinbahnhof (Kbf) ⊙                      |
| ehemaliger Haltepunkt / Haltestelle | 0,7                                               | Barntrup-Bellenbruch ⊙                             | Barntrup-Bellenbruch ⊙                             |
| ehemaliger Haltepunkt / Haltestelle | 2,5                                               | Herborn ⊙                                          | Herborn ⊙                                          |
| Bahnhof | 5,1                                               | Alverdissen ⊙                                      | Alverdissen ⊙                                      |
| ehemaliger Haltepunkt / Haltestelle | 7,5                                               | Ullenhausen ⊙                                      | Ullenhausen ⊙                                      |
| ehemaliger Haltepunkt / Haltestelle | 8,8                                               | Eimke ⊙                                            | Eimke ⊙                                            |
| ehemaliger Haltepunkt / Haltestelle | 9,7                                               | Asmissen ⊙                                         | Asmissen ⊙                                         |
| Kopfbahnhof Strecke ab hier außer Betrieb | 11,1                                              | Bösingfeld ⊙                                       | Bösingfeld ⊙                                       |
| Haltepunkt / Haltestelle (Strecke außer Betrieb) | 12,4                                              | Vallentrup ⊙                                       | Vallentrup ⊙                                       |
| Haltepunkt / Haltestelle (Strecke außer Betrieb) | 13,6                                              | Nalhof ⊙                                           | Nalhof ⊙                                           |
| Haltepunkt / Haltestelle (Strecke außer Betrieb) | 15,4                                              | Fütig ⊙                                            | Fütig ⊙                                            |
| Bahnhof (Strecke außer Betrieb) | 16,1                                              | Almena ⊙                                           | Almena ⊙                                           |
| Haltepunkt / Haltestelle (Strecke außer Betrieb) | 17,7                                              | Bremke ⊙                                           | Bremke ⊙                                           |
| Haltepunkt / Haltestelle (Strecke außer Betrieb) | 19,3                                              | Bögerhof ⊙                                         | Bögerhof ⊙                                         |
| |                                                   |                                                    |                                                    |
| Grenze (Strecke außer Betrieb) |                                                   | Landesgrenze Nordrhein-Westfalen / Niedersachsen ⊙ | Landesgrenze Nordrhein-Westfalen / Niedersachsen ⊙ |
| |                                                   |                                                    |                                                    |
| Bahnhof (Strecke außer Betrieb) | 21,5                                              | Krankenhagen                                       | Krankenhagen                                       |
| Bahnhof (Strecke außer Betrieb) | 23,2                                              | Rinteln Süd (früher: Exten)                        | Rinteln Süd (früher: Exten)                        |
| Haltepunkt / Haltestelle (Strecke außer Betrieb) | 24,7                                              | Rinteln Seetor                                     | Rinteln Seetor                                     |
| Haltepunkt / Haltestelle (Strecke außer Betrieb) | 25,2                                              | Rinteln Markt                                      | Rinteln Markt                                      |
| Brücke über Wasserlauf (Strecke außer Betrieb) |                                                   | Weser                                              | Weser                                              |
| Haltepunkt / Haltestelle (Strecke außer Betrieb) | 25,7                                              | Rinteln Brückenkopf ⊙                              | Rinteln Brückenkopf ⊙                              |
| Abzweig geradeaus und nach links (Strecke außer Betrieb) |                                                   | zur Rinteln–Stadthagener Eisenbahn                 | zur Rinteln–Stadthagener Eisenbahn                 |
| Kopfbahnhof Streckenende (Strecke außer Betrieb) | 26,5                                              | Rinteln Extertalbahnhof                            | Rinteln Extertalbahnhof                            |
| | → Museumsverkehr mit Reisezügen                   |                                                    |                                                    |
| | → Gemischter Betrieb mit Draisinen und Reisezügen |                                                    |                                                    |
| | → Nur noch Draisinenbetrieb                       |                                                    |                                                    |
| | → Zurückgebauter Abschnitt                        |                                                    |                                                    |

Die Extertalbahn ist eine durch das Tal der Exter verlaufende Bahnstrecke zwischen Barntrup (Kreis Lippe in Nordrhein-Westfalen) und Rinteln (Landkreis Schaumburg in Niedersachsen). Die privat betriebene Strecke ist normalspurig und elektrifiziert.

## Geschichte

### Vorgeschichte und Planungsphase
Das Fürstentum Lippe erhielt erst relativ spät einen Anschluss an das Eisenbahnnetz des preußischen Staats. Nachdem 1872 in Schieder an der Bahnstrecke Hannover–Altenbeken der erste Bahnhof auf lippischem Boden eröffnet werden konnte, wurde 1875 mit dem Bau der Bahnstrecke Löhne–Hameln der lippische Norden umgangen. Erst 1880 entstand im lippischen Westen die Staatsbahnstrecke von Herford bis Detmold, die 1895 bis Altenbeken verlängert wurde. Bereits ein Jahr später erfolgte die erste Ost-West-Verbindung durch Lippe mit dem Bau der Bahnstrecke Lage–Lemgo–Hameln. Nach dieser dichten Baufolge von Eisenbahnstrecken in Lippe führten dennoch alle Bahnstrecken um den lippische Nordosten herum.
Aus diesem Grund gehen die ersten Planungen zum Bau einer Bahnstrecke durch den lippischen Nordosten schon auf den Zeitraum um 1900 zurück. Nachdem man sich nach gescheiterten Verhandlungen mit Preußen von dem Gedanken einer Staatsbahn immer mehr verabschiedete, kamen die ersten Ideen einer privaten Bahngesellschaft als Betreiber auf. Als bestes Beispiel sollte die in der Nähe liegende Rinteln-Stadthagener Eisenbahn dienen. Schließlich wurde 1909 von der Westdeutschen Eisenbahngesellschaft ein Plan zum Bau von zwei normalspurigen Eisenbahnstrecken vorgelegt. Zum einen schlug man eine Trassenführung durch das Kalletal von Lemgo nach Rinteln, zum anderen eine Trassenführung durch das Extertal von Barntrup ebenfalls nach Rinteln vor.
Das Interessante an dieser Planung ist, dass man zu dieser Zeit einen gewissen militärischen Nutzen dieser Bahnstrecken erdachte. Die damit verbundenen Anforderungen zum Bau waren allerdings so hoch, dass die Umsetzung schließlich an den dadurch erhöhten Kosten scheiterte. Schließlich verzögerte der Erste Weltkrieg den Bahnbau immer mehr.
Spätere Vorschläge kamen dann etwa in der Zeit nach dem Ersten Weltkrieg auf. Dabei standen nach wie vor beide Trassenvarianten, sprich durch das Kalletal und das Extertal, zur Debatte. Mit dabei war beispielsweise eine Trassierung als Schmalspurbahn. Allerdings waren die jeweiligen Anfangs- und Endbahnhöfe der Staatsbahn in Normalspur gebaut, was bei der Übergabe von Güterwagen einen umständlichen Rollbockbetrieb oder zumindest ein aufwendiges Umladen der Waren erfordert hätte. Schließlich verzögerte die Inflation Anfang der 1920er Jahre weiterhin den Bahnbau.
Erst 1923, als das Elektrizitätswerk Wesertal mit Sitz in Hameln für seine Stromkapazitäten Großabnehmer suchte, wurden die Planungen wieder angekurbelt. Angedacht war nun eine normalspurige und dabei elektrisch betriebene Kleinbahn. Dies ist zu dieser Zeit neben der benachbarten Bad Eilsener Kleinbahn eine im norddeutschen Raum selten anzutreffende Traktionsart. Schließlich beschleunigten sich die Abläufe und so wurden die anliegenden Gemeinden sich schnell mit dem Elektrizitätswerk Wesertal einig. Bereits 1924 wurde die Gründung einer Aktiengesellschaft zum Bau einer Bahnstrecke durch den lippischen Nordosten beschlossen.

### Bau der Bahnstrecke

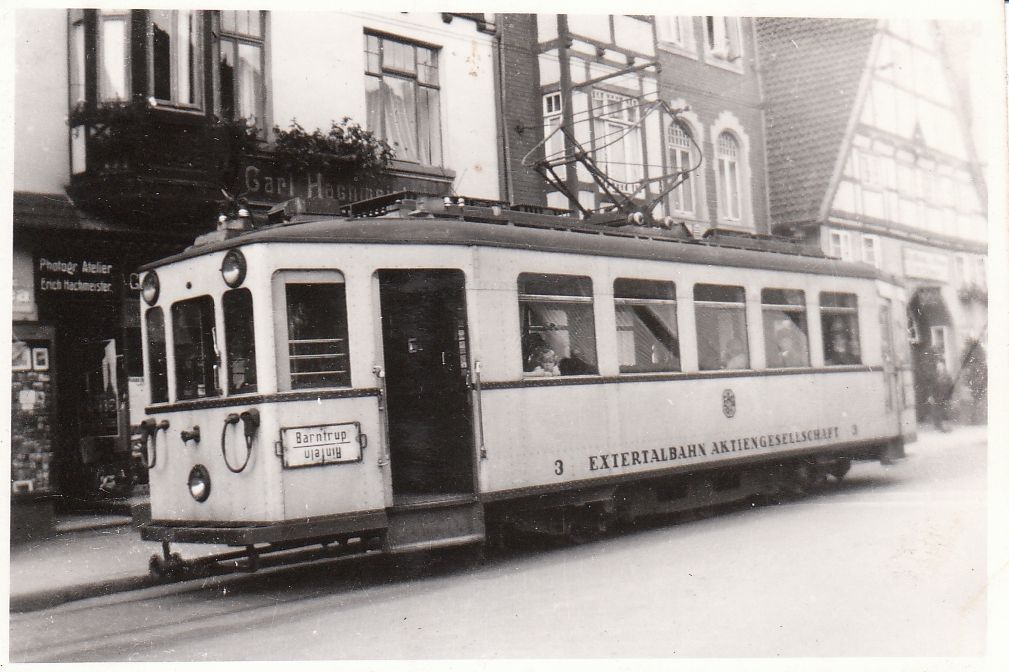
Triebwagen 3 in Rinteln, 1939

Die Extertalbahn AG (kurz EAG) wurde am 8. September 1924 von mehreren Gesellschaftern wie den anliegenden Gemeinden und dem kommunalen Energieversorgungsunternehmen Elektrizitätswerk Wesertal gegründet. Im September des gleichen Jahres erfolgten die ersten Vermessungsarbeiten zum Bau der Bahnstrecke durch das Extertal und wenig später wurde im Dezember 1924 mit den ersten Erdarbeiten begonnen. Die Arbeiten an den elektrischen Bahnanlagen wie beispielsweise der Oberleitung wurden bei der AEG in Auftrag gegeben. Schließlich wurde die Strecke zwischen 1927 und 1929 in drei Abschnitten eröffnet.
Als erstes erfolgte am 8. Juli 1927 die Streckeneröffnung zwischen der Stadt Barntrup und der Gemeinde Bösingfeld, deren Bahnhof von Anfang an als Betriebsmittelpunkt vorgesehen war. Somit hatte der Bahnhof Bösingfeld neben einer größeren Wagenhalle mit Ausbesserungswerkstatt auch ein Umformerwerk, welches den elektrischen Strom in die Oberleitung der Bahn speiste. Der zweite Teilabschnitt wurde am 15. Mai 1928 eröffnet und erstrecke sich von Bösingfeld über die Gemeinde Almena, die ihren Bahnhof in größerer Entfernung zum Dorf erhalten hat, bis zum Bahnhof Bögerhof. Dieser lag noch auf dem Gebiet des Freistaats Lippe, aber nur unweit der preußischen Staatsgrenze. Knapp zwei Jahre nach Eröffnung des ersten Streckenabschnitts wurde am 15. Juli 1929 der dritte und letzte Abschnitt (auf preußischem Gebiet) in Betrieb genommen. Die Strecke verlängerte sich dadurch vom Bahnhof Bögerhof aus über Krankenhagen und Exten bis in die Stadt Rinteln an der Weser. Da man einen Anschluss an den Bahnhof Rinteln anstrebte, wurde ein Anschluss an die Gleise der Rinteln-Stadthagener Eisenbahn, und somit auch an die Staatsbahn, umgesetzt. Dazu wurde die Trasse straßenbahnähnlich durch die Innenstadt und über eine extra neu errichtete Weserbrücke, die man sich mit den anderen Verkehrsteilnehmern teilen musste, bis vor den Bahnhofsvorplatz verlegt.

### Die nicht verwirklichte Kalletalbahn

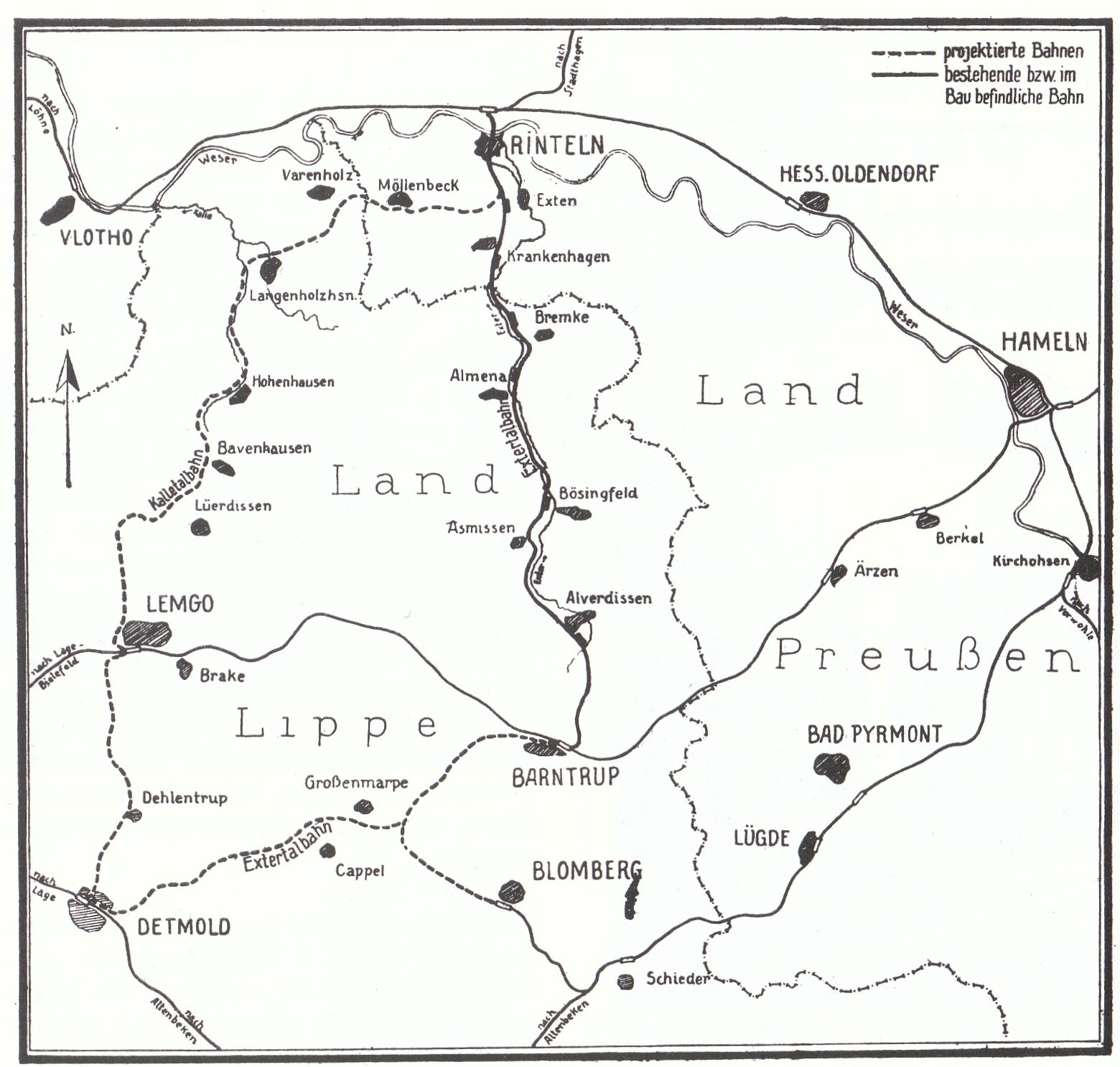
Nicht verwirklichtes Projekt einer Ringbahn durch Lippe

Noch bevor die Arbeiten am ersten Teilabschnitt der Extertalbahn 1927 abgeschlossen waren, drängten der Freistaat Lippe und die anliegenden Gemeinden im Kalletal dazu, die Planungen an der Kalletalbahn voranzutreiben. Da allerdings die Extertalbahn gerade mitten in der Bauphase steckte, hatte die Extertalbahn AG offenbar nicht die nötige Zeit und die nötigen finanziellen Mittel, um sich auch dieses Vorhabens anzunehmen. Erst 1929 wurden – dank der Eigeninitiative des Landes Lippe und der Wesertal AG – die Pläne für eine Bahnstrecke von Exten (der Abschnitt zwischen Exten und Rinteln war bereits durch die Extertalbahn fertiggestellt) über Möllenbeck durch das Kalletal nach Lemgo und von dort weiter nach Detmold fertiggestellt.
Die Spuren dieses Projektes verlieren sich ab der Vorlage zur landespolizeilichen Vorführung beim Land Lippe. Dabei ist auch verblüffend, dass sogar die Planungen für eine Verlängerung der Extertalbahn zwischen Barntrup–Blomberg und Barntrup–Detmold mit dem Zusammentreffen der beiden Strecken bei Großenmarpe bereits sehr weit fortgeschritten waren. Die dadurch entstandene Ringbahn hätte eine Streckenlänge von fast 100 km gehabt.

### Wirtschaftliche Entwicklung

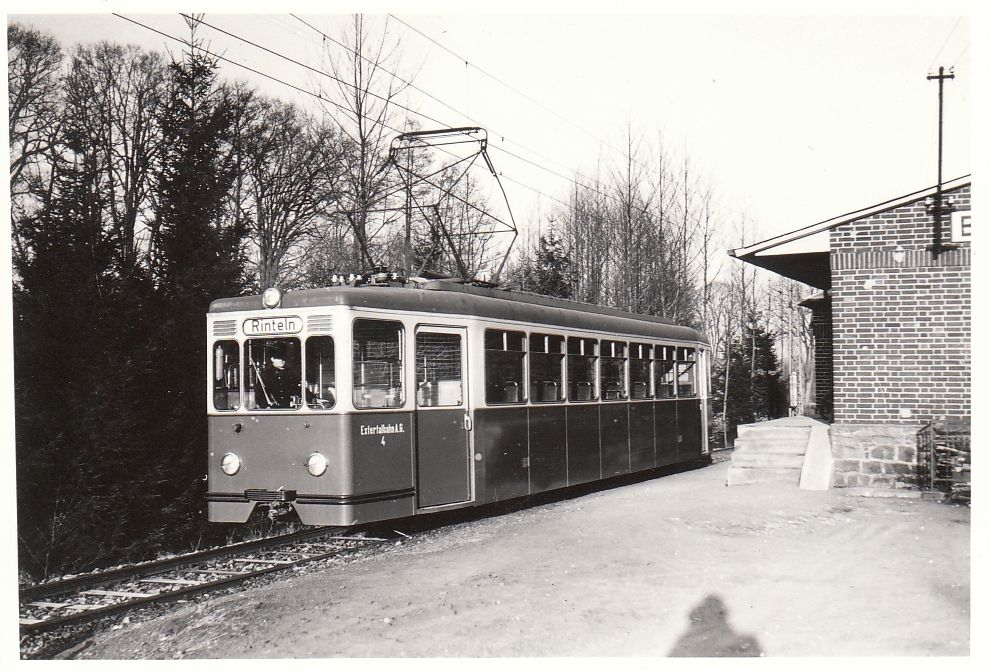
Triebwagen 4 im Bahnhof Bögerhof, 1954

Nach ihrer Fertigstellung sollte die Extertalbahn den abgelegenen Ortschaften im Tal der Exter eine verbesserte Anbindung an das Schienennetz ermöglichen sowie der ortsansässigen Wirtschaft eine bessere Anbindung an die Wirtschaftszentren bieten. Der anfangs erhoffte starke Güterverkehr blieb jedoch in den Anfangsjahren aus, der Personenverkehr stieg entgegen den Erwartungen stark an. 1960 wurden 308.355 Personen und 48.779 t Güter befördert. Erst Anfang der 1960er Jahre wendete sich das Verhältnis durch den immer größer werdenden Individualverkehr. Als Folge wurde der Personenverkehr 1966 zwischen Bösingfeld und Barntrup und 1969 zwischen Bösingfeld und Rinteln eingestellt.
Da ab 1969 die Strecke bis Rinteln Nord nur noch dem Güterverkehr diente, wurde dieser in der Rintelner Altstadt bald als Belastung angesehen. Schließlich baute man 1970 die Trasse durch die Stadt ab und errichtete im Bahnhof Exten das Streckenende. Als letzter größerer Ausbau der Extertalbahn wurde der Bahnhof Exten im September 1972 in Rinteln Süd umbenannt und durch ein 1,45 km langes Industriestammgleis erweitert. Dieses Industriegleis wurde 1981 ein weiteres Mal um 470 m verlängert, danach war der Endausbau erreicht.

### Umwandlung der EAG in die Verkehrsbetriebe Extertal
Im Zusammenhang mit der Weiterentwicklung der Extertalbahn AG zu einem Verkehrsunternehmen mit mehreren Sparten (1960 Güterkraftverkehr, 1965 Spedition) wurde die Gesellschaft am 4. Dezember 1967 in die Verkehrsbetriebe Extertal-Extertalbahn GmbH (vbe) umgewandelt.

### Zustand bis 2007

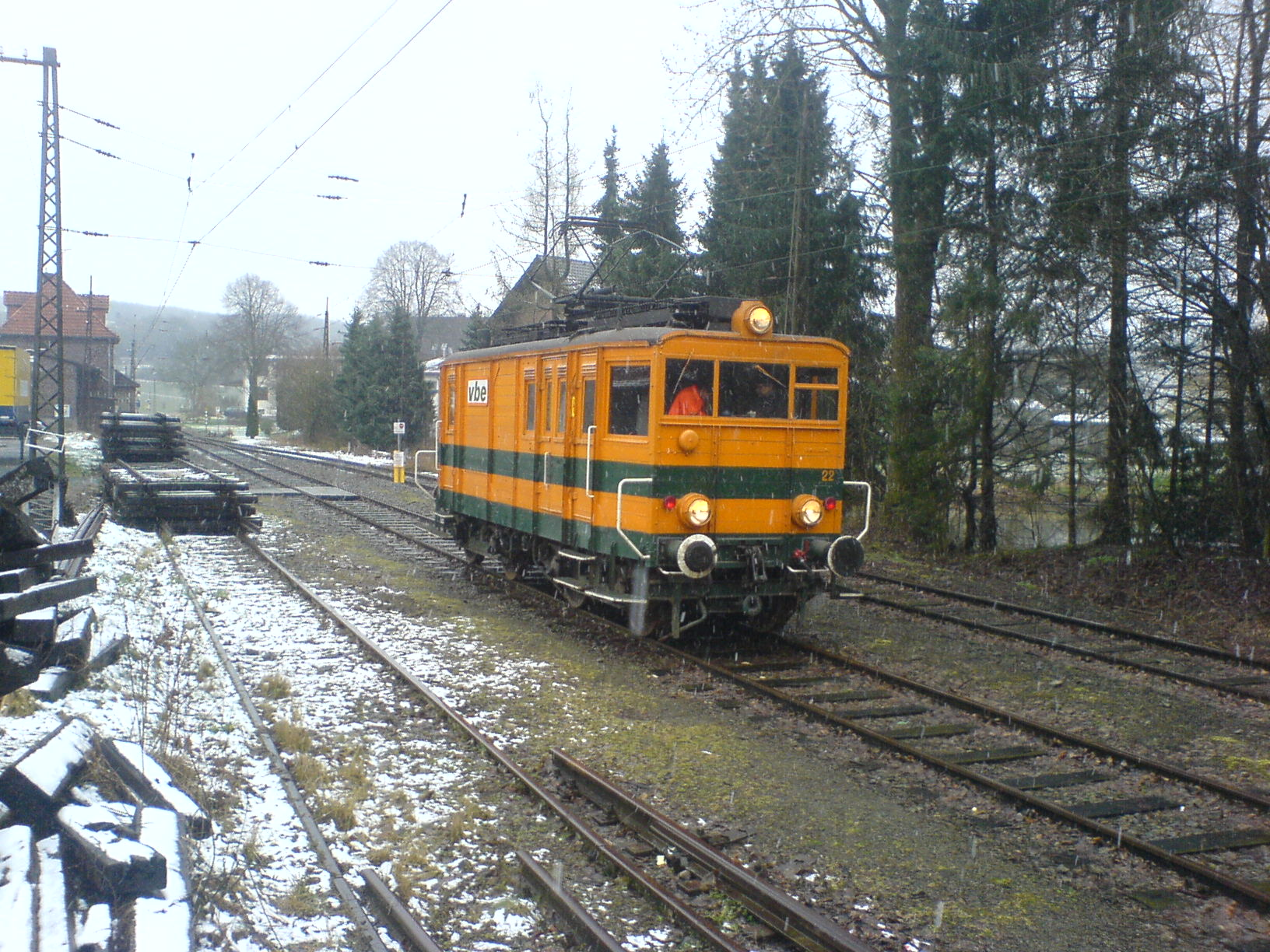
E 22 im Bahnhof Alverdissen

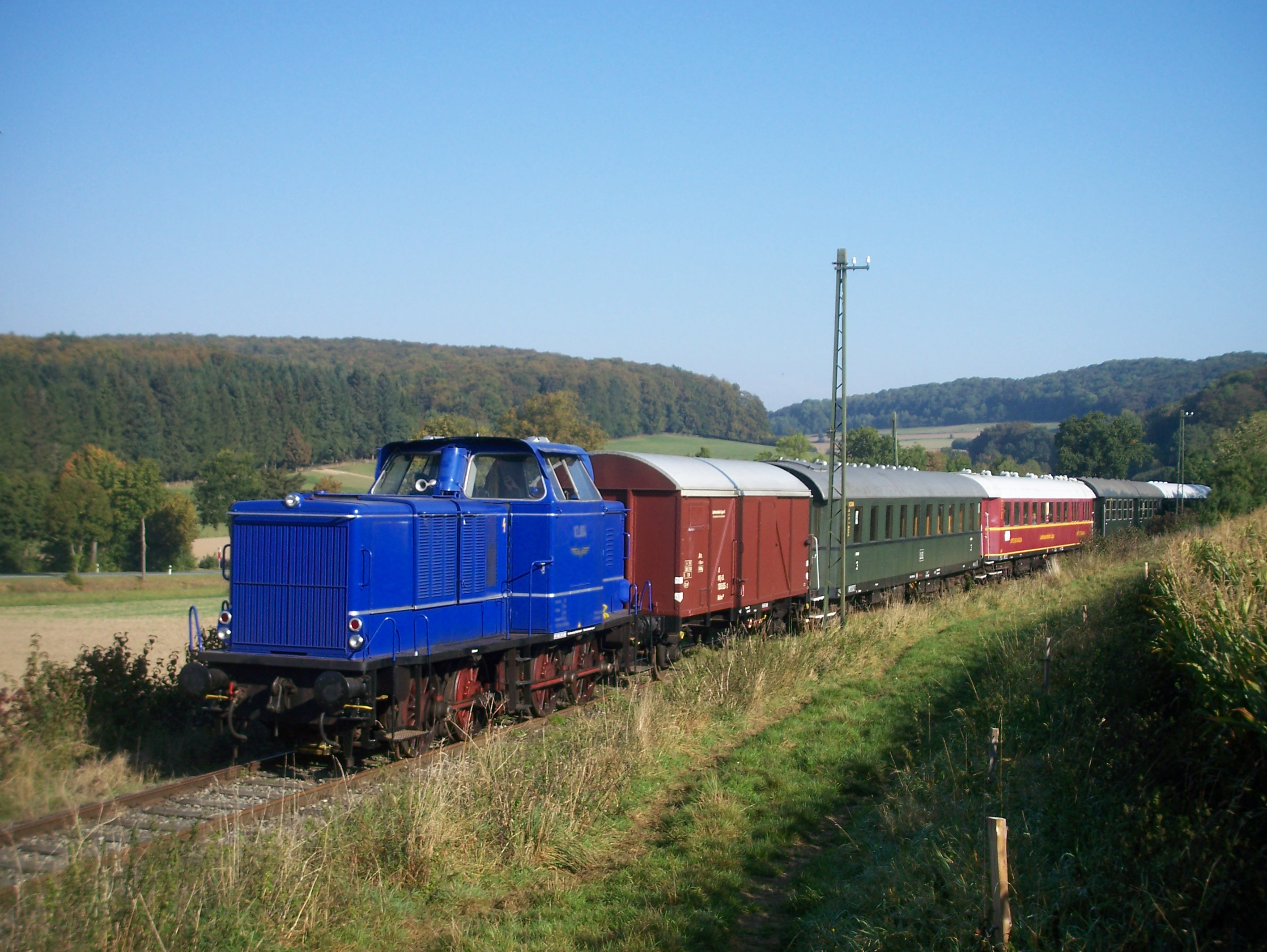
Nach dem Diebstahl der Fahrleitung werden die Museumszüge mit Dampf- oder Diesellok gefahren

Auf der Gesamtstrecke wurde noch bis 2001 sporadischer Gütertransport durchgeführt. Danach fand nur noch ein von der Landeseisenbahn Lippe e. V. – Freundeskreis der Extertalbahn ausgeführter touristischer Museumsverkehr mit Sonderzügen in den Sommermonaten sowie in der Vorweihnachtszeit statt.
Zuletzt wurde im Sommer 2005 wiederholt auf einigen Abschnitten die aus Kupferdraht bestehende Fahrleitung von Unbekannten zerstört, gestohlen und wohl als Altmetall verkauft, so dass zwischenzeitlich kein Museumszugbetrieb mit den historischen Elektrotriebwagen mehr stattfinden konnte.
Die Oberleitungsanlage zwischen dem Betriebsmittelpunkt Bösingfeld und Alverdissen wurde im November 2006 wieder instand gesetzt, seit den Nikolausfahrten 2006 fährt die historische Elektrobahn somit wieder bis Alverdissen. Anfang 2021 erhielt die LEL vom Land NRW im Rahmen einer Förderung für verkehrshistorische Kulturgüter rund 80.000 Euro. Dank dieser Förderung kann ein Großteil der Oberleitung von Alverdissen bis nach Barntrup wieder aufgebaut werden.
Das Teilstück Bösingfeld – Rinteln Süd wurde zum 1. November 2007 für den Eisenbahnbetrieb stillgelegt. Der Bahnhof Rinteln Süd wurde zudem von Oktober 2007 bis März 2008 bis auf das Gleis zum Draisinenschuppen komplett abgerissen und durch den Fruchtsafthersteller riha WeserGold Getränke mit einem modernen Lagergebäude großflächig überbaut.

## Die Fahrzeuge
Da die Extertalbahn als elektrische Kleinbahn mit Gleichstrom bei einer Nennspannung von 1500 Volt eröffnet wurde, mussten auch die Fahrzeuge speziell für diese Gegebenheiten in Auftrag gegeben werden. Da die Firma AEG bereits den Auftrag zum Bau der elektrischen Bahnanlagen erhalten hatte, wurde sie auch mit der Beschaffung der elektrischen Fahrzeuge beauftragt. Der wagenbauliche Teil der Fahrzeuge wurde allerdings nicht von der AEG, sondern von zwei Waggonfabriken übernommen. Die AEG baute letztlich nur die elektrischen Bauteile in die Fahrzeuge.

### Fahrzeuge für den Personenverkehr

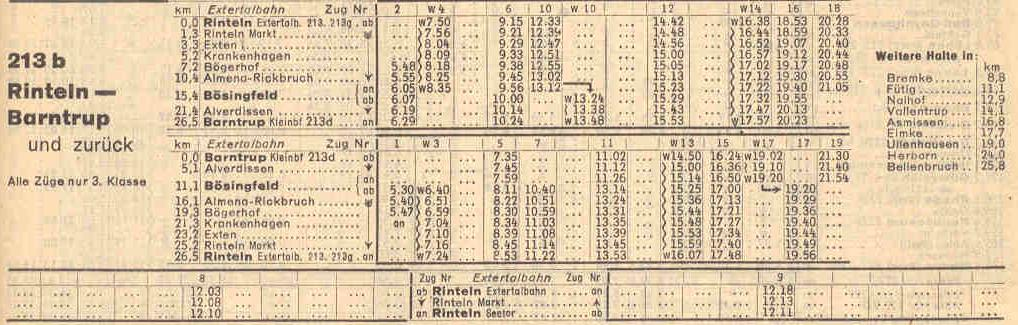
Fahrplanauszug aus dem Kursbuch von 1944

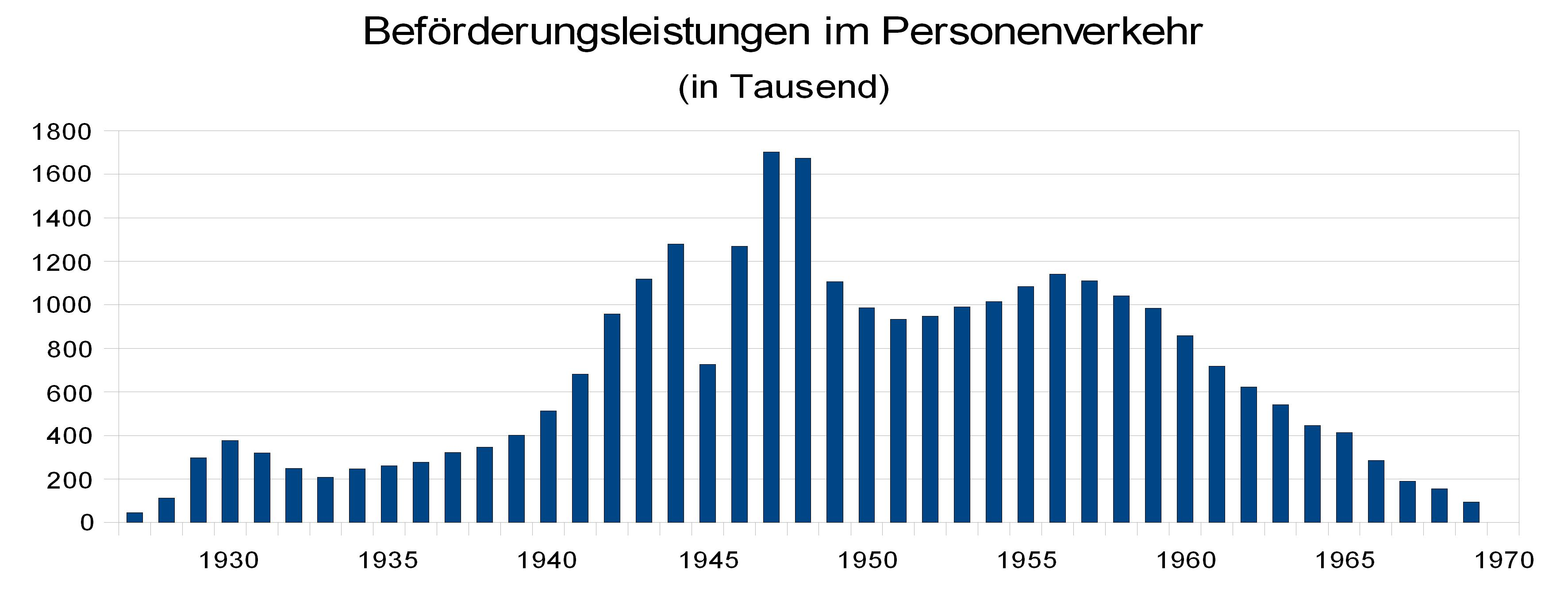
Beförderungsleistungen im Personenverkehr

Auf Anfrage der AEG bot die Firma Killing & Sohn der Extertalbahn AG, 1926 drei zweiachsige Triebwagen und zwei zweiachsige Anhängewagen für den Personenverkehr an. Dabei ähnelten diese Fahrzeuge sehr den damals üblichen Straßenbahnwagen anderer Verkehrsgesellschaften und hatten eine Mittelkupplung (Trompetenkupplung) statt der üblichen Zug- und Stoßeinrichtung. Bereits 1927, zur Eröffnung des ersten Teilabschnitts, waren die Fahrzeuge fertiggestellt und gaben als eine Art Überlandstraßenbahn der Strecke einen eigenwilligen Charakter.
Für die ersten Jahre schienen diese Fahrzeuge bestens für den Betrieb geeignet zu sein. Schon 1929 wurde ein dritter Beiwagen für den Personenverkehr bestellt und pünktlich zur Eröffnung des letzten Teilabschnitts angeliefert.
Durch die starke Beanspruchung in der Zeit des Zweiten Weltkriegs waren die ersten Triebwagen so weit verschlissen, dass schließlich 1950 drei neue Triebwagen angeschafft werden mussten.

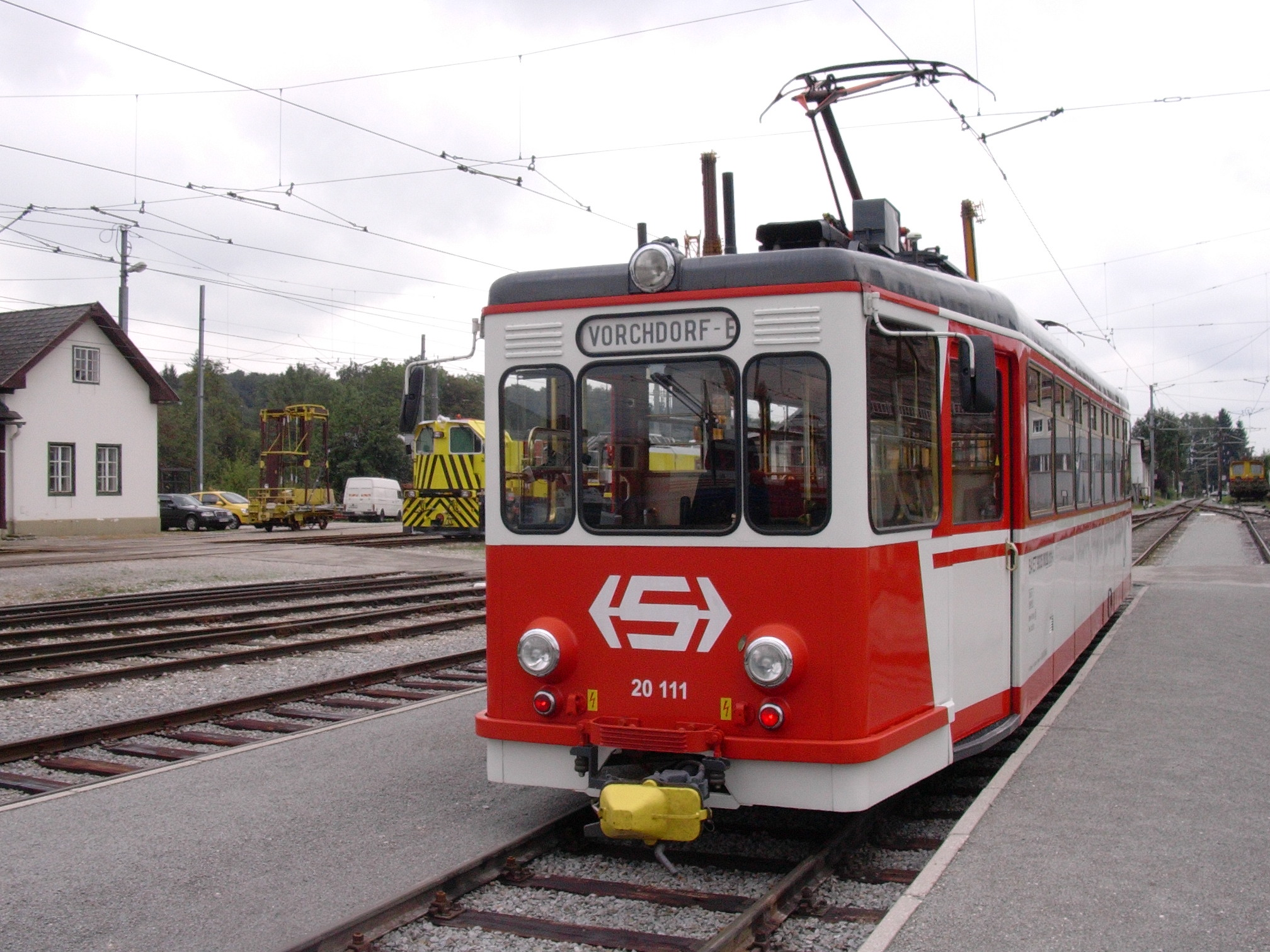
Ehemaliger Triebwagen 5 der Extertalbahn, nun auf der österreichischen Lokalbahn Lambach–Vorchdorf-Eggenberg im Einsatz

Um den Personenverkehr weiterhin attraktiv zu gestalten, wurden 1951 bei den Vereinigten Westdeutschen Waggonfabriken (Westwaggon) zwei neue mit Drehgestellen ausgerüstete Personentriebwagen in Auftrag gegeben.
Die Fertigstellung dieser Fahrzeuge erfolgte im Frühjahr 1953. Auch diese Neubautriebwagen bewährten sich so gut, dass 1956 noch ein dritter, baugleicher Triebwagen von der Waggonfabrik Rastatt geliefert wurde (Extertalbahn ET 4 bis 6).
Die erstbeschafften Triebwagen wurden, nach der Ankunft der Neubautriebwagen als Altbautriebwagen bezeichnet, langsam aus dem Betriebsdienst genommen und vorerst als Reserve-Fahrzeuge abgestellt. Sie wurden bis 1965 nach und nach verschrottet. Die drei Neubautriebwagen wurden danach bis zur endgültigen Einstellung des Personenverkehrs im Jahr 1969 alleine im Planverkehr eingesetzt und im gleichen Jahr nach Österreich an das Kleinbahnunternehmen Stern & Hafferl verkauft.
Bereits 1972 wurden zwei Personenwagen angeschafft, um Museumsverkehr mit den beiden Gütertriebwagen und damit lokbespannten Zügen anbieten zu können.

### Fahrzeuge für den Güterverkehr

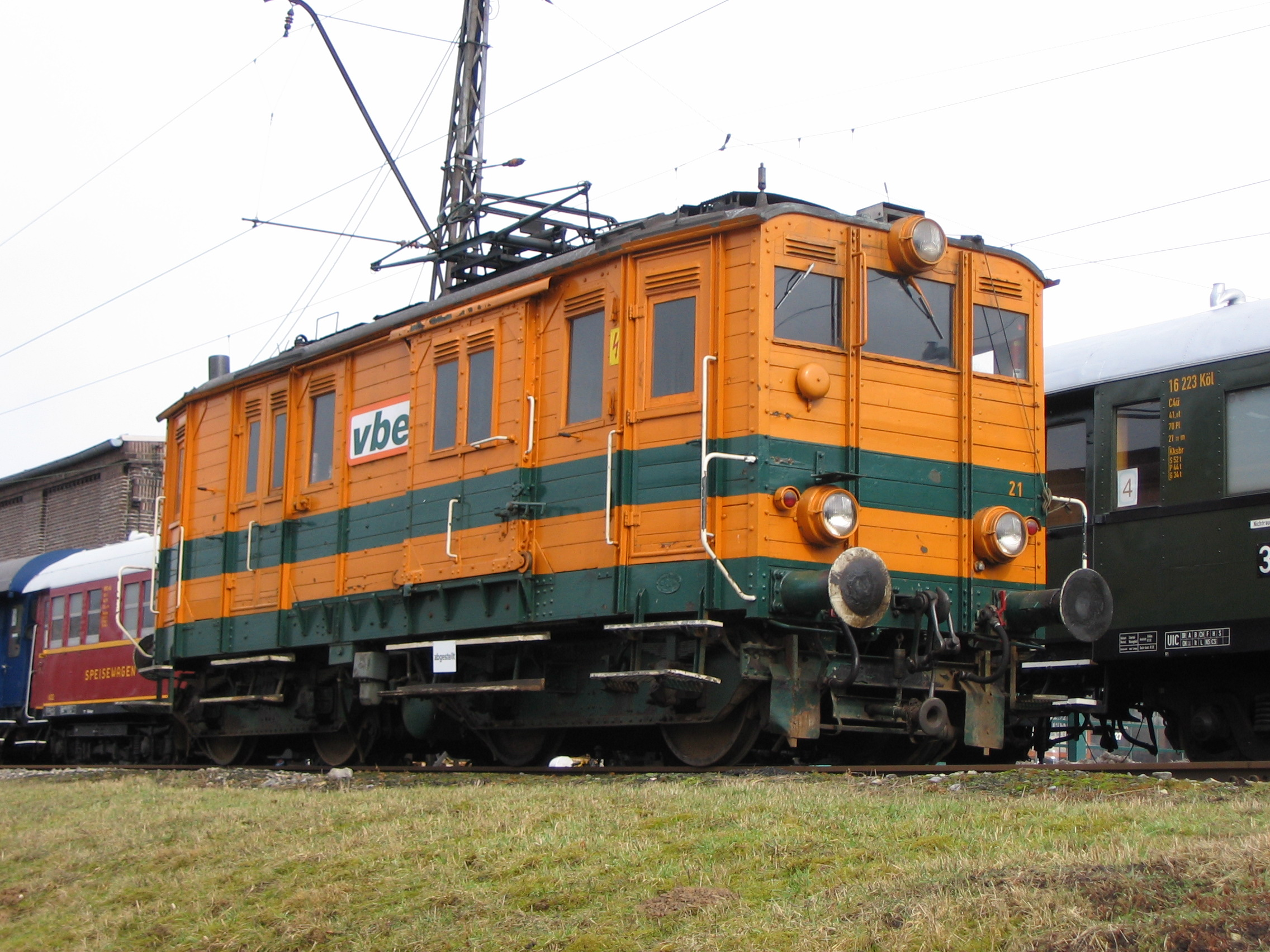
Triebwagen 21 in Bösingfeld

Die Extertalbahn beschaffte im Jahr 1927 zwei Gütertriebwagen mit den Nummern 21 und 22. Sie besaßen je ein Gepäck- und Postabteil. Für den Personenverkehr mit Straßenbahnfahrzeugen besitzen die Triebwagen eine Trompetenkupplung, die heute nicht mehr genutzt wird. Zum Befördern von Güterzügen haben die Triebwagen Schraubenkupplungen und seitliche Puffer. Beide Fahrzeuge beförderten bis zum Jahr 2001 Güterzüge und stellten damit die ältesten elektrischen Triebfahrzeuge dar, die in Deutschland ununterbrochen im Einsatz standen. Sie sind heute noch erhalten, Triebwagen 22 erhielt zwischenzeitlich eine Aufarbeitung und Hauptuntersuchung durch die Landeseisenbahn Lippe und ist seit Mai 2013 wieder im musealen Einsatz zwischen Bösingfeld und Alverdissen.

### Denkmalschutz
Seit 1986 stehen die beiden Original-Gütertriebwagen E 21 und E 22 unter Denkmalschutz. Außerdem steht seit August 2008 die Strecke im Bereich der Gemeinde Extertal unter Denkmalschutz. Im Bereich der Stadt Barntrup steht die Strecke bis Barntrup seit Januar 2021 unter Denkmalschutz. Damit kann der musealen Betrieb auf diesem historischen Denkmal der Technik weiterhin ausgeführt werden.

## Landeseisenbahn Lippe (LEL)

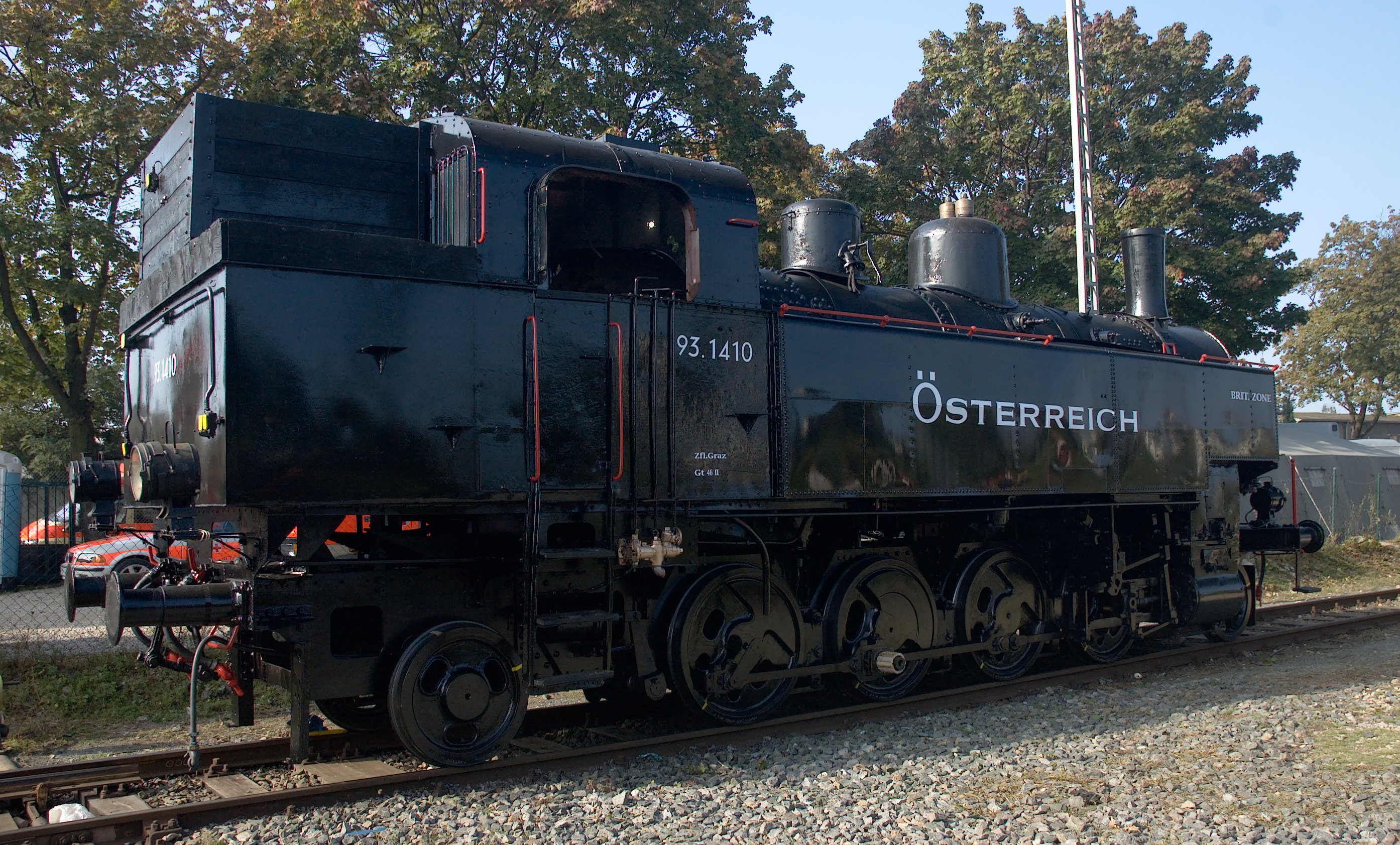
Dampflok 93.1410, Ende 1988 erworben von der Landeseisenbahn Lippe e. V.

Die Landeseisenbahn Lippe (LEL) ist ein Verein, der auf den Gleisen der Extertalbahn und Begatalbahn einen musealen Eisenbahnverkehr mit historischem Wagenpark betreibt. Nach Einstellung der Trassenunterhaltung durch die vbe führt der Verein auch die gesamten Streckenarbeiten an den Bahntrassen durch.
Der Verein wurde am 23. Januar 1985 unter dem Namen Freundeskreis der Extertalbahn (FkdE) gegründet. Anfangs beschränkte sich das Interesse des Vereins auf die Extertalbahn, auf der dann im Winter 1987 eine komplett vom FkdE geplante und organisierte Nikolausfahrt, für die auf eine E-Lok und den Wagenpark der vbe zurückgegriffen wurde, stattfand. Um dem Erhalt der lippischen Eisenbahnen auch über das Extertal hinaus dienlich zu sein, wurde am 11. März 1992 der Name des Vereins geändert. Seitdem nennt sich der Verein Landeseisenbahn Lippe e. V., trägt als Zeichen seiner Wurzeln jedoch nach wie vor den „Freundeskreis“ als Untertitel. Außerdem wurde das Kürzel FkdE durch das kürzere LEL ersetzt. Derzeit hat der Verein deutschlandweit etwa 200 Mitglieder.

## Draisinenverkehr
Seit April 2001 wird auf der Strecke ein Betrieb mit speziellen Fahrraddraisinen angeboten. Während im ersten Jahr die Draisinen im Bahnhof Alverdissen „starteten“, wurde ab der zweiten Saison der Ausgangspunkt in den Bahnhof Rinteln Süd verlegt. Grund war die starke Steigung auf der Rückfahrt nach Alverdissen, an der viele Draisinenfahrer scheiterten.
Nach Stilllegung des Streckenabschnitts Rinteln–Bösingfeld sind die Fahrraddraisinen die einzigen Fahrzeuge, die diesen Abschnitt befahren dürfen.